# Wikstroemia bicornuta
Wikstroemia bicornuta е вид растение от семейство Тимелееви (Thymelaeaceae). Видът е застрашен от изчезване.

## Разпространение
Разпространен е в САЩ.